# جورج بلاك
جورج بلاك (بالإنجليزية: George Black)‏ هو محامي وسياسي كندي، ولد في 10 أبريل 1873 في كندا، وتوفي في 23 أغسطس 1965 في فانكوفر في كندا. حزبياً، نشط في حزب كندا المحافظ. وقد انتخب عضو مجلس العموم الكندي وانتخب مفوض يوكون ‏.